# Greve de fome irlandesa de 1981

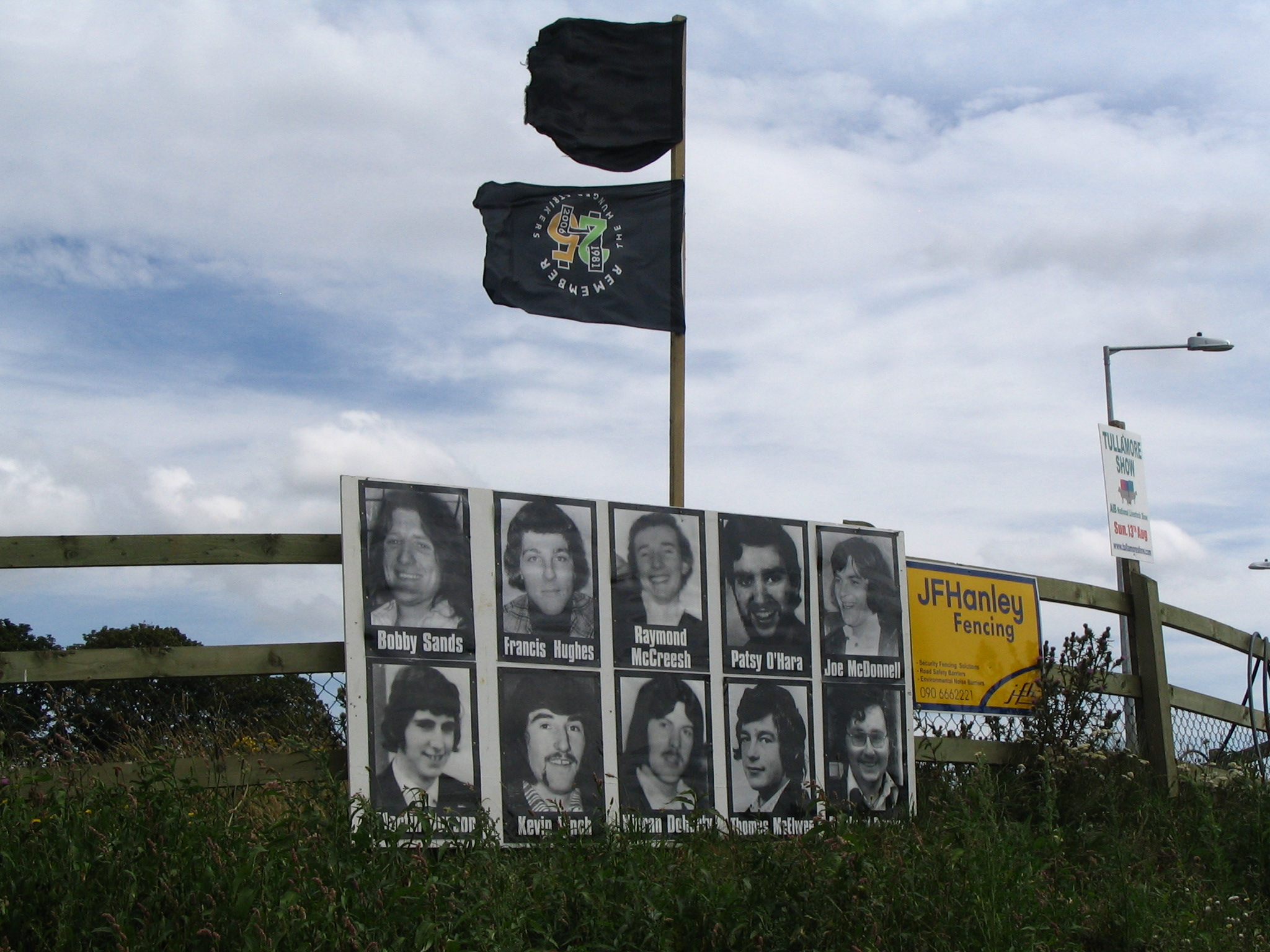
Uma comemoração do 25.º aniversário da greve de fome

A Greve de fome irlandesa de 1981 foi o culminar de um período de cinco anos de protesto durante o Conflito na Irlanda do Norte pelos prisioneiros republicanos irlandeses na Irlanda do Norte. Os protestos começaram com o protesto das mantas em 1976, quando o Governo britânico retirou o Estatuto de Categoria Especial aos prisioneiros paramilitares condenados. Em 1978, após uma série de ataques a prisioneiros que deixavam as suas celas para tratar da sua higiene pessoal, a revolta passou para outro nível, levando os prisioneiros a recusarem-se a sair das suas celas para se lavarem, e cobrindo as suas celas com os seus dejectos. Em 1980, sete prisioneiros deram início à primeira greve de fome, a qual terminou 53 dias depois.
A segunda greve de fome teve lugar em 1981 e representou um frente-a-frente entre os prisioneiros e a primeira-ministra, Margaret Thatcher. Um dos grevistas, Bobby Sands, foi eleito Membro do Parlamento durante a greve, chamando a atenção da comunicação social de todo o mundo. A greve terminou quando dez prisioneiros acabaram por morrer à fome—incluindo Sands, cujo funeral teve a presença de 100 000 pessoas. A greve radicalizou as políticas do Nacionalismo irlandês, e serviu de força que permitiu ao Sinn Féin tornar-se um partido político com mais representação.